# Pascale Roberts
Pascale Roberts, född Marie José Maud Walsain-Laurent 21 oktober 1930 i Boulogne-Billancourt, Île-de-France, död 26 oktober 2019 i Paris, var en fransk skådespelerska.

## Roller i urval
- 1955 – En läkares offer
- 1964 – Dödens kupé
- 1964 – Lugna dig, min älskling
- 1967 – Blondinen från Peking
- 1969 – Potatiskriget
- 1975 – Oskyldigt offer
- 1981 – En gång snut alltid snut
- 1987 – En sommar för livet
- 1997 – Marius & Jeannette
- 2000 – Den lugna staden
- 2004 – Min pappa är ingenjör